# Nikolaus-Kopernikus-Flughafen Breslau

i7
i11
i13
Der Nikolaus-Kopernikus-Flughafen Breslau (IATA-Code: WRO, ICAO-Code: EPWR) ist der internationale Flughafen der polnischen Stadt Breslau. Er liegt westlich der Innenstadt. Vor der COVID-19-Pandemie in Polen wurden über drei Millionen Passagiere abgefertigt.

## Nutzung
Der Flughafen Breslau ist ein wichtiger Verkehrsflughafen Polens. Flugzeuge bis zur Größe einer Boeing 737 oder eines Airbus A320 starten und landen regelmäßig. Verschiedene Fluggesellschaften führen Linienflüge zu Zielen in Europa durch, Wizz Air betreibt in Breslau eine Basis. Darüber hinaus werden noch Charterflüge von verschiedenen Reiseveranstaltern und Fluggesellschaften angeboten.
Um künftigen Entwicklungen gerecht zu werden, ist ein Ausbau des Terminals für sieben Millionen Passagiere pro Jahr und eine Verlängerung der Piste auf 3000 Meter geplant.
Der Flughafen hat seit 1999 ein Fracht-Terminal.
Zukünftig dient der Flughafen ebenfalls der United States Air Force als Aerial Port of Debarkation (APOD) mit dem Truppen direkt von und nach Polen verlegt werden können.

## Geschichte
Zwischen 1936 und 1937 wurde an dieser Stelle der Flugplatz Breslau-Schöngarten (Polnisch: Strachowice) im heutigen Stadtbezirk Wrocław-Fabryczna für die Luftwaffe angelegt. Die erste Belegung erfolgte im September 1938.  Am 22. November 1941 verunglückte dort der Jagdflieger Werner Mölders tödlich. Hier lag die Luftkriegsschule Breslau-Schöngarten – die später in Luftkriegsschule 5 umbenannt wurde – bis April 1945. Die folgende Tabelle zeigt eine Auswahl fliegender aktiver Einheiten (ohne Schul- und Ergänzungsverbände) der Luftwaffe, die hier zwischen 1939 und 1945 stationiert waren.
| Von            | Bis            | Einheit                                                     |
| -------------- | -------------- | ----------------------------------------------------------- |
| Februar 1939   | April 1939     | I./JG 331 (I. Gruppe des Jagdgeschwaders 331)               |
| Mai 1939       | September 1939 | Stab, II./StG. 77 (II. Gruppe des Sturzkampfgeschwaders 77) |
| August 1939    | September 1939 | Stab, I./KG 76 (I. Gruppe des Kampfgeschwaders 76)          |
| September 1939 | September 1939 | I./KG 152                                                   |
| September 1939 | September 1939 | Stab, I., II./KG 1                                          |

Nach Kriegsende wurde der Flugbetrieb vorübergehend nach Gądów Mały verlegt. Mit der Erweiterung um eine Betonpiste in den 1950er Jahren diente er ab 1958 wieder als Regionalflughafen für den Zivilluftverkehr mit regulären Verbindungen nach Warschau, Krakau und Rzeszów.
Nach einer Machbarkeitsstudie Anfang der 1990er Jahre der Firma Airconsult aus Frankfurt am Main riefen die Woiwodschaft Niederschlesien und die Stadt Breslau im Januar 1992 gemeinsam die Port Lotniczy Wrocław SA (Flughafen Breslau AG) ins Leben mit dem Ziel, Strachowice zu einem internationalen Verkehrsflughafen aufzuwerten.
Bereits im August 1992 konnte das neue Passagierterminal eingeweiht werden und im Dezember wurde der Gesellschaft die Betreiberlizenz verliehen. Im Januar 1993 wurde auch der Flugbetrieb selbst vom Staatsunternehmen Polish Airports übergeben und die erste internationale Flugverbindung Breslau–Frankfurt/Main eingerichtet. In der Folge wurde der Flughafen laufend erweitert. Am 6. Dezember 2005 erfolgte die Benennung des Flughafens nach dem Astronomen Nikolaus Kopernikus.

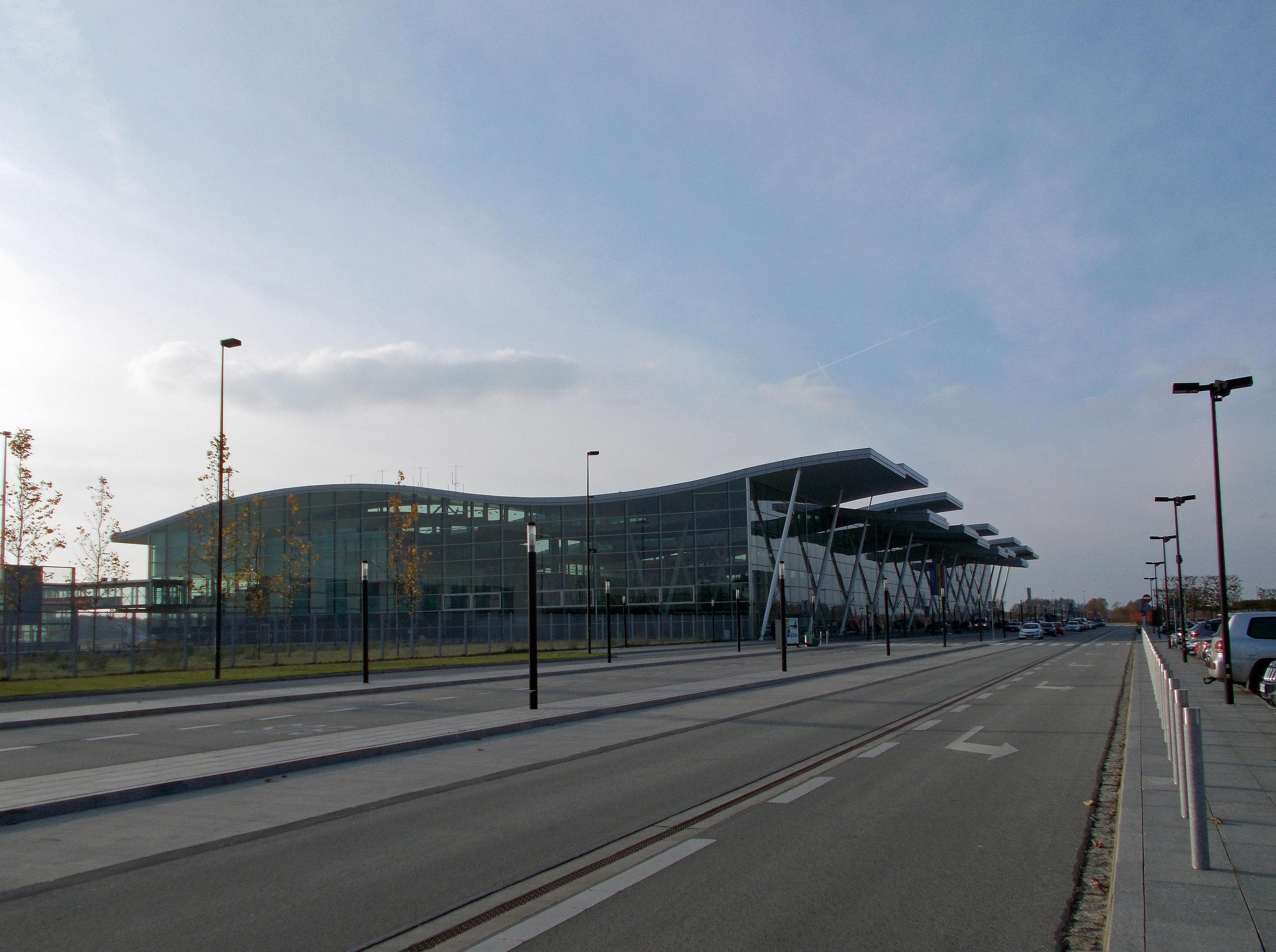
Passagierterminal

Das Terminal, das nationale und internationale Flüge abwickelt, stieß an die möglichen Kapazitätsgrenzen. Mit einem im März 2008 neu eröffneten Terminal wurde eine Kapazität von 1,28 Mio. Passagieren ermöglicht. Dieser Ausbau war unter anderem nötig, um Auflagen des Schengener Abkommens bezüglich des vorhandenen Terminals zu erfüllen.
Bereits im Sommer 2009 wurde mit dem Bau eines komplett neuen Terminals mit dazugehörigem Vorfeld anderthalb Kilometer weiter westlich begonnen. Es handelte sich dabei um eine der wichtigsten Investitionen im Rahmen der Fußball-Europameisterschaft 2012. Der Flughafen kann mit dem im März 2012 in Betrieb genommenen Terminal mindestens 3,3 Millionen Passagiere pro Jahr abfertigen und verfügt nach Warschau als zweiter Flughafen des Landes über Fluggastbrücken. Zudem wurden die Straßen, die den Flughafen mit der Innenstadt verbinden, auf vier Spuren ausgebaut.

## Zukunft
Aufgrund der Erweiterung der Infrastruktur wird der Flughafen vom 26. Oktober bis zum 4. Dezember 2025 für den Verkehr komplett gesperrt.

## Verkehrsaufkommen
| Jahr | Fluggäste [Mio.] | Flugbewegungen | Fracht [t] |
| ---- | ---------------- | -------------- | ---------- |
| 1993 | 0,08             | 4.526          | 986        |
| 1995 | 0,12             | 5.820          | 1.210      |
| 2000 | 0,21             | 11.858         | 2.548      |
| 2005 | 0,46             | 20.560         | 1.425      |
| 2010 | 1,65             | 23.627         | 946        |
| 2015 | 2,32             | 24.510         | 319        |
| 2016 | 2,42             | 25.486         | 2.549      |
| 2017 | 2,85             | 27.736         | 1.024      |
| 2018 | 3,35             | 32.462         |            |
| 2019 | 3,55             | 32.967         |            |
| 2020 | 1,01             | 15.512         |            |